# Tony Bevan (saxofonist)
Tony Bevan (Aylesbury, 9 juni 1956) is een Britse jazzsaxofonist (bas, tenor, sopraan) van de freejazz en de improvisatiemuziek.

## Biografie
Tony Bevan leerde voor het eerst klassiek fluitspel tijdens zijn schooltijd. Op zestienjarige leeftijd begon hij met de sopraansaxofoon, geïnspireerd door de muziek van Captain Beefheart en de minimalistische muziek van Terry Riley. Bevan speelde daarna in de band van Lol Coxhill, die ook uit Aylesbury afkomstig is. Die gaf hem onderricht in het spel op de sopraansaxofoon en was baanbrekend voor de verdere muzikale carrière van Bevan. Een jaar later werd de tenorsaxofoon toegevoegd. Sindsdien werd zijn spel beïnvloed door muzikanten zoals Sonny Rollins, Ornette Coleman en Warne Marsh. Toen kwam hij in aanraking met de muziek van Derek Bailey, Evan Parker en Han Bennink en speelde hij met muzikanten van de geïmproviseerde muziek. Nadat hij was afgestudeerd in filosofie aan de Southampton University, keerde Bevan terug naar Aylesbury en speelde tijdens de sessies van het London Musicians Collective, waar hij met veel muzikanten van het Britse circuit geïmproviseerde muziek speelde, zoals Steve Beresford, Dave Solomon, John Russell en Nigel Coombes. Later werd hij lid van het meer lokaal opererende Oxford Improvisers Collective en nam hij op met Oxford-muzikanten zoals Pete MacPhail en George Haslam, bij benadering in de Four Corners Saxophone Group van Haslam en met Tony Moore en Pat Thomas, met wie hij speelde in de avantfunk formatie M4.
In 1988 speelde hij in een Oxford-trio met Derek Bailey en zijn eerste album met Matt Lewis verscheen in hetzelfde jaar bij Incus Records. 1992 verscheen het album Bigshots, waaraan bassist Paul Rogers en drummer Steve Noble deelnamen en dat werd genomineerd voor de Mercury Music Prize. In 1994 toerde Bevan als lid van een trio, bestaande uit Steve Noble en de zanger Phil Minton door het Verenigd Koninkrijk.
Bovendien breidde hij ook zijn spectrum uit door bassaxofoon te spelen en nam hij in 1998 met dit instrument het korte soloalbum Three Oranges op. Samen met Roscoe Mitchell, Anthony Braxton, Peter Brötzmann, Hamiet Bluiett, James Carter, Vinny Golia, Joseph Jarman, Jan Garbarek, Urs Leimgruber en Scott Robinson, behoort hij tot de schare van hedendaagse jazzmuzikanten die de bassaxofoon spelen (als bijkomstig instrument).
Met Noble en de Duitse bassist Alexander Frangenheim ontstond in het najaar van 1996 het album Twister. Met Sunny Murray nam hij de albums Home Cooking in the U.K. (2003) en The Gearbox Explodes (2006) op. Hij speelde ook af en toe duetten met Adam Bohman en Derek Bailey. Momenteel (2008) speelt Bevan in verschillende formaties, zoals in het trio met Stefan Jawarzyn en Mark Sanders en een saxofoonkwartet met Jon Lloyd, Pete MacPhail en Tom Chant. Zijn albums verschijnen nu bij Foghorn Records.
Naar het oordeel van Richard Cook en Brian Morton in de Penguin Guide to Jazz is Bevan een dappere improvisator die speelt in een idioom dat genoeg afstand houdt tot de Europese dominante freejazzstijl van Evan Parker. Bevan gebruikt overblowing-technieken en eenvoudige thema's uit volksliedjes.

## Discografie
- 1988: Original Gravity (Incus)
- 1991: Bigshots (Incus)
- 1995: Twisters (Scatter)
- 2000: Nothing Is Permanent But Woe (Foghorn)
- 2006: Derek Bailey: Bruise with Derek Bailey (Foghorn) Bailey, Bevan, Robinson, Edwards, Wales, Sanders